# 松本恭輔
松本 恭輔（まつもと きょうすけ、1926年4月21日 -  2005年9月4日）は、日本の経営者、銀行家。百十四銀行頭取を務めた。

## 来歴・人物
愛媛県伊予三島市出身。1952年に京都大学法学部を卒業し、同年4月に百十四銀行に入行した。1975年12月に取締役に就任し、1981年6月に常務、1985年6月に専務を経て、1989年6月には頭取に就任。1995年6月に会長に就任し、2000年6月には相談役に就任。
1994年11月に藍綬褒章を受章し、2001年4月に勲三等瑞宝章を受章。
2005年9月4日、肺炎のために死去。79歳没。